# Катедрала Мале Госпе
Катедрала Мале Госпе (позната и као Катедрала Рођења Блажене Дјевице Марије) је катедрална црква Требињско-мрканске бискупије смјештена у Требињу у Републици Српској, БиХ. Градња цркве је отпочела 1880. године, довршена је и освјештана 7. јуна 1884. године, а сутрадан на Свету Тројицу одвила се спољна свечаност. Црква је посвећена Малој Госпи. Према урбанистичком изгледу Требиња, црква се налази у средишту града на десној страни Требишњице, опкољена градским парком и високим платанима. Године 1892. Требињска бискупија је подјељена у два деканата са сједиштима у Требињу и Стоцу. Приликом благослова новосаграђене цркве папа Лав XIII даривао је цркву великом сликом Госпе с Дететом. 1904. године саграђене се двје сакристије.
За врјеме Првог свјетског рата црквена грађевина се налазила у трошном стању, те су потребне поправке извршене између 1917. и 1918. године. Тада су уједно постављени витражи (обојени прозори), дарови угледних требињских породица. Будући да се није успјело изградити планиране звонике (постоји план из 1913. године доградње једног звоника тадашњег великог архитекте Карла Паржика, као и план из 1917. године доградње двају звоника по нацрту архитекте Коче), мали звоник покрај цркве саграђен је 1928. године, а градио га је Марко Марић из Риђице. На њему стоји занимљив натпис: „Бога славим, живе зовем, мртве оплакујем, муње разгоним”. Жупни стан на спрату довршен је 1897. године, у који је уведена вода 1904. године, а струја 1938. године, када и у цркву.
Године 1984. требињски свјештеници с вјерницима, предвођени апостолским начелником Павлом Жанићем (1980–1993. године), прославили су хиљадугодишњицу бискупије. Том приликом је обељежена и стогодишњица жупне цркве у Требињу, посвећене Рођењу Блажене Дјевице Марије. Конгрегација за евангелизацију народа уз одобрење папе Јована Павла II ту цркву је уздигла на достојанство катедрале. Године 1999. године жупни стан је темељно обновљен а 2000. црква и звоник.

## Галерија
- Катедрала Мале Госпе, Требиње 2021
- Катедрала Мале Госпе, Требиње 2021
- Катедрала Мале Госпе, Требиње 2021
- Катедрала Мале Госпе, Требиње 2021
- Катедрала Мале Госпе, Требиње 2021
- Катедрала Мале Госпе, Требиње 2021
- Катедрала Мале Госпе, Требиње 2021
- Катедрала Мале Госпе, Требиње 2021